# Annemarie Heise

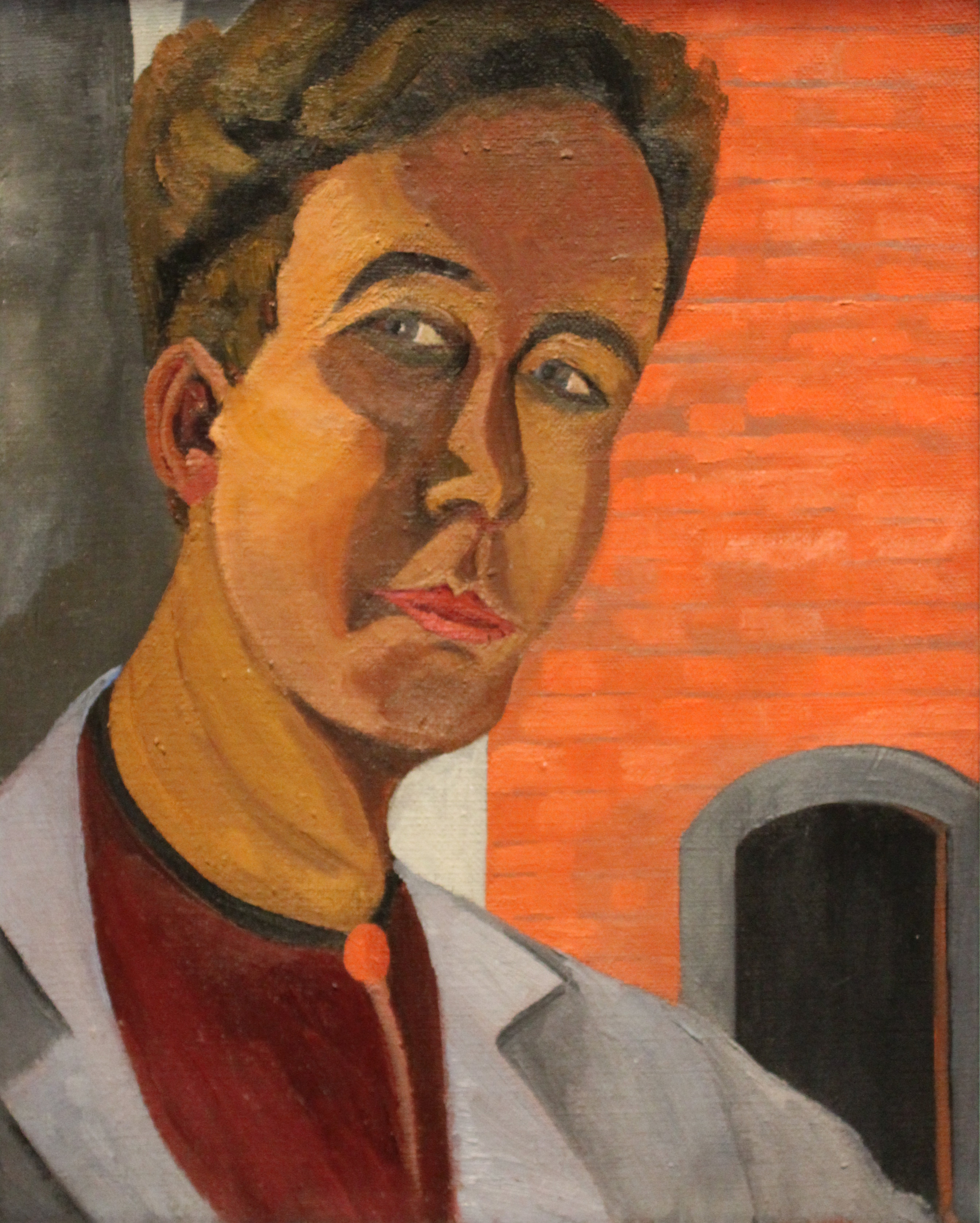
Selbstporträt von Annemarie Heise (1920er Jahre) aus der Sammlung des Kunstmuseum Moritzburg Halle (Saale)

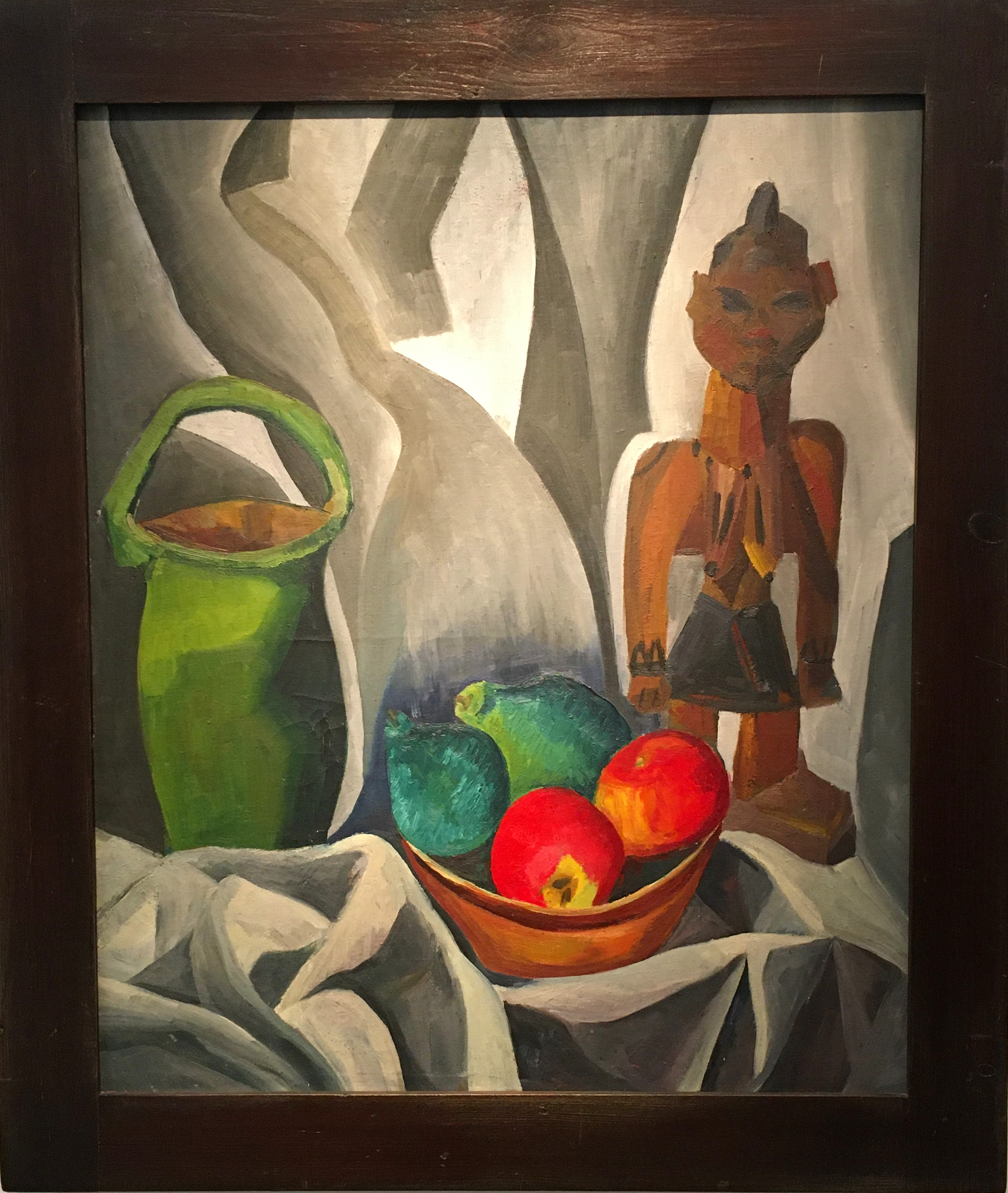
Stillleben mit Totem (1920)

Letztes Selbstporträt von Annemarie Heise (um 1935)

Annemarie Heise (* 31. Mai 1886 in Groß Salze; † 24. März 1937 in Schönebeck) war eine deutsche Malerin und Grafikerin. Sie war die Schwester der Künstlerin Katharina Heise.

## Leben und Werk
Heise war die Tochter eines wohlhabenden Landwirts. Sie absolvierte die Höhere Töchterschule in Schönebeck und wurde noch ein Jahr bei den Herrnhutern in Gnadau erzogen. In Magdeburg erhielt sie wöchentlich zwei Malstunden, ging aber später nach Dresden an die private Kunstschule von Ferdinand Dorsch.
Die zahlreichen Museen und Ausstellungen in der sächsischen Residenzstadt beeindruckten sie tief. In Dresden traf sie erstmals auf die Brücke-Maler und andere avantgardistische Künstler. Sie beendete 1913 die Kunstschule, da sie in Dorschs Studienatelier nichts mehr lernen konnte. In ihrem Atelier trafen sich junge Künstler, so unter anderem Conrad Felixmüller. Neben Felixmüllers Ölbild A. H., Malerin von 1912/13 – das Bild befindet sich heute in der Staatlichen Galerie Moritzburg – entstanden weitere Arbeiten des Malers, die Bezug auf Heises Atelier nehmen.
Mit ihrer Schwester reiste sie 1913 nach Paris, wo sie bei Félix Vallotton und Maurice Denis Unterricht nahm. Aus Paris schrieb sie:

„Man könnte Tag und Nacht arbeiten. Die Atmosphäre bei uns zu Hause ist nur Farbe, hier ist alles tonig in tausendfachen Nüancen. Wenn man ausgeht, kommt man nie ohne ein künstlerisches Erlebnis nach Hause.“

Kurz vor Beginn des Ersten Weltkriegs ging sie zurück nach Deutschland mit dem Vorsatz, im kommenden Winter erneut in Paris zu sein. Der Kriegsausbruch verhinderte alle Pläne. Heise ging 1914 zusammen mit ihrer Schwester nach Berlin und teilte mit ihr das Atelier im Sigmundshof 11, das zuvor Käthe Kollwitz gemietet hatte. Von Berlin und dem künstlerischen Klima war sie zunächst sehr enttäuscht. Doch schon bald söhnte sie sich mit der Stadt aus und es begann eine ihrer produktivsten Schaffensphasen. Ihr Atelier wurde erneut Treffpunkt zahlreicher moderner Künstler. Bei Käthe Kollwitz, die sie auch kollegial unterstützte, war sie häufiger Gast. 1916 nahm Heise mit 28 Arbeiten an der von Kurt Pinthus initiierten ersten Magdeburger Expressionisten-Ausstellung teil. Während ihres Berliner Lebens kehrte sie immer wieder für kurze oder längere Zeit nach Salzelmen auf den elterlichen Hof zurück. Reisen auf die Insel Sylt und nach Dalmatien unterstützten die schöpferische Atmosphäre.
1933, mit der Machtübernahme der Nationalsozialisten, war sie nicht bereit, Kompromisse mit den Machthabern einzugehen, sodass Ausstellungen und Aufträge ausblieben. Seit 1936 an Krebs erkrankt, starb sie am 24. Oktober 1937 50-jährig in Schönebeck.

## Museen und öffentliche Sammlungen mit Werken Annemarie Heises (mutmaßlich unvollständig)
- Altenburg/Thür.: Lindenau-Museum
- Erfurt: Angermuseum
- Halle (Saale): Kunstmuseum Moritzburg[2]
- Leipzig: Museum der bildenden Künste
- Schönebeck: Salzlandmuseum[3]

## Weitere Werke (Auswahl)
- Holzstrecke (Aquarell; 1946 ausgestellt auf der Ausstellung bildender Künstler des Bezirks Magdeburg)[4]

## Weitere Ausstellungen (unvollständig)

### Teilnahme an Gruppenausstellungen
- 1927: Berlin, Große Berliner Kunstausstellung[5]

- 1928: Berlin, Große Berliner Kunstausstellung[6]
- 1929: Berlin, Große Berliner Kunstausstellung[7][8]
- 1930: Berlin, Große Berliner Kunstausstellung[9]

- 1946: Magdeburg, Magdeburger Museen (Ausstellung der bildenden Künstler des Bezirks Magdeburg)[10]
- 1946/1947: Leipzig, Museum der bildenden Künste (Mitteldeutsche Kunst)[11]
- postum 2022: Leipzig, Museum der bildenden Künste („Bilderkosmos Leipzig. 1905–2022“)[12]

### Postume Einzelausstellung
- 1948: Halle (Saale), Galerie Henning[13]